# کوه سنت الیاس
کوه سنت الیاس (به انگلیسی: Mount Saint Elias) کوهی در آلاسکا در مرز بین آمریکا و کانادا. این کوه در آمریکا و کانادا از نظر ارتفاع رتبه دوم را دارد .
این کوه قسمتی از پارک و منطقه حفاظت شده ملی رنگل-سن الیاس لست .